# Rue Vital
La rue Vital est une voie du 16e arrondissement de Paris, en France.

## Situation et accès
La rue Vital est une voie publique située dans le 16e arrondissement de Paris. Elle débute au 51, rue de la Tour et se termine au 66, rue de Passy.

## Origine du nom
Le nom de la rue évoque la mémoire d’Hugues Vital, adjoint au maire de Passy en 1850 et ancien propriétaire du lieu.

## Historique
Cette rue provient de la fusion, par un arrêté du 2 avril 1868, de deux rues de l'ancienne commune de Passy qui avaient été classées dans la voirie parisienne par le décret du 23 mai 1863 :
1. la partie de la rue des Carrières située entre les rues de la Tour et Nicolo. Ce tronçon correspondait au chemin réalisé vers 1760 lors de la création du parc de l'amiral d'Estaing pour maintenir une liaison du village de Passy avec les hauteurs, après la suppression de la partie traversant le parc de la rue des Carrières qui rejoignait la rue de la Pompe. Cette partie de la rue rétablie lors du lotissement de l'ancien parc en 1854 est actuellement le tronçon de la rue Nicolo entre la rue Vital et la rue de la Pompe[4] ;
2. la rue Vital qui reliait les rues Nicolo et de Passy et qui avait été ouverte en 1839 sur des terrains appartenant à Hugues Vital, adjoint au maire de Passy, à ses frais.

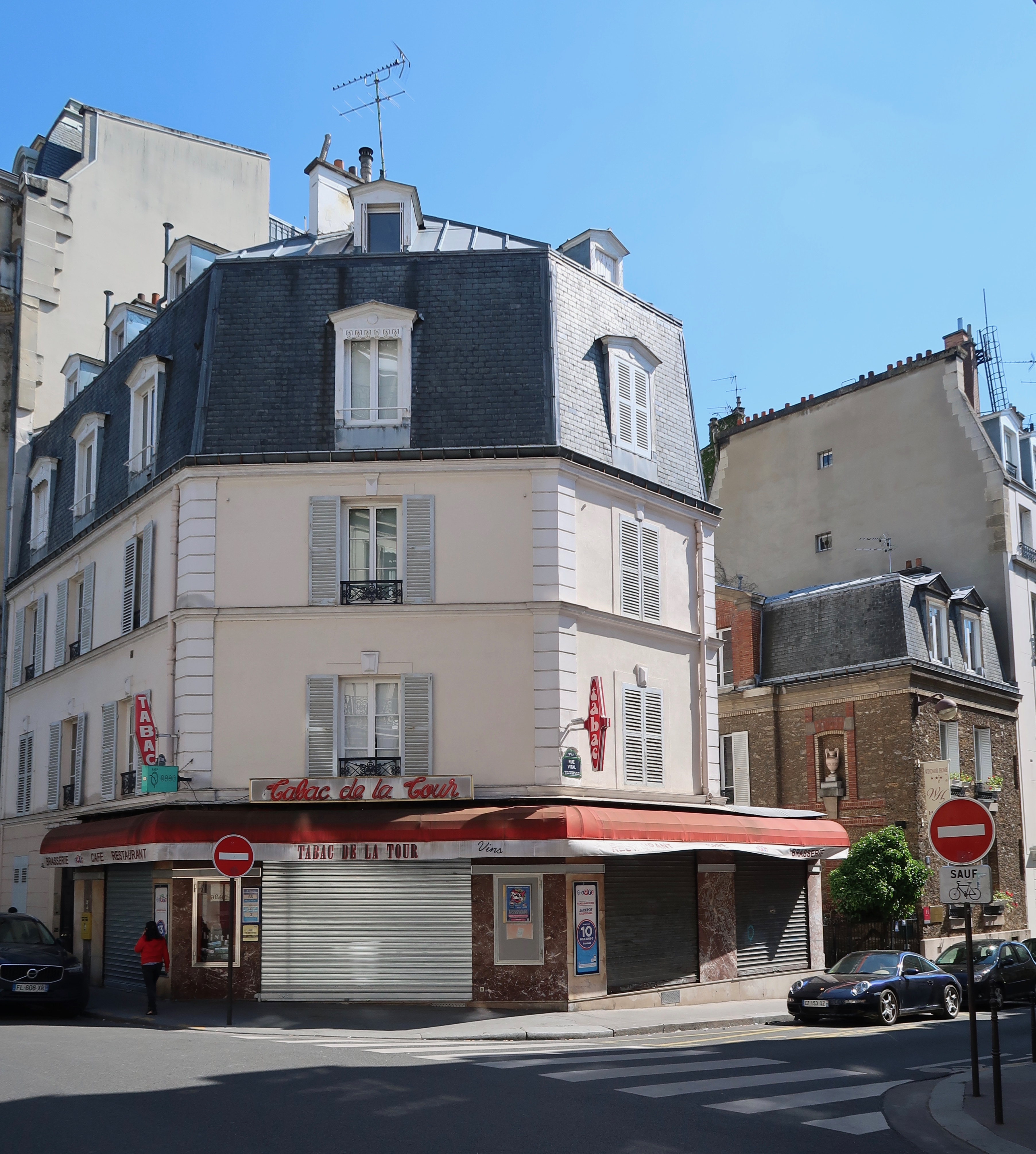
Croisement avec la rue de la Tour.
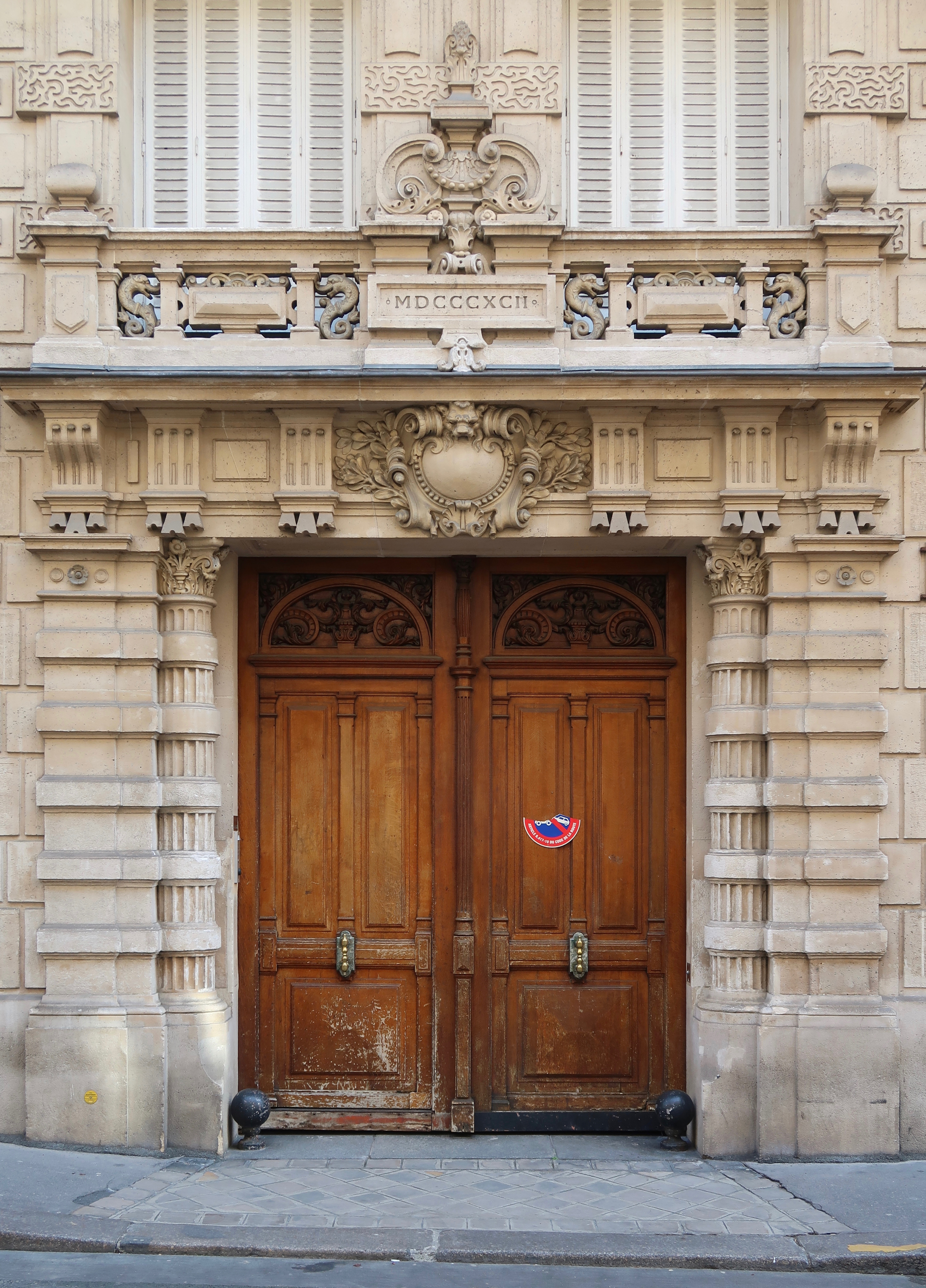
Entrée ornementée du no 7.
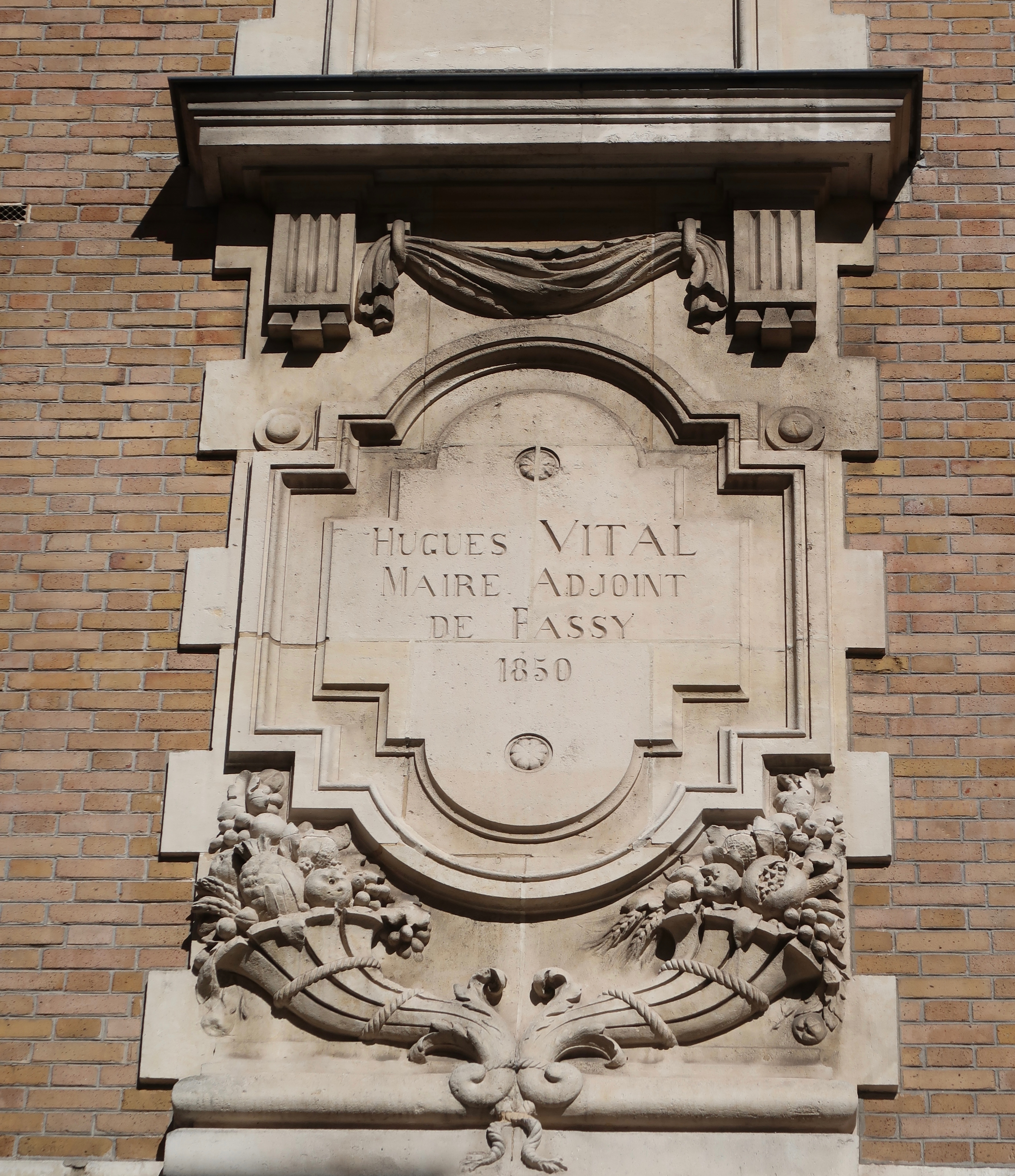
Inscription gravée en hommage à Hugues Vital au no 43.

## Bâtiments remarquables et lieux de mémoire
- No 6 : ancien siège des Archives internationales de la danse (1931-1951) fondées par Rolf de Maré.
- No 7 : la date 1892 est inscrite en chiffres romains au dessus de la porte d'entrée de cet immeuble réalisé par l'architecte A. Sauvage.
- No 32 : le philosophe Henri Bergson vécut à cette adresse dans les années 1920[5]. Il meurt en 1941 dans le même quartier, no 47 boulevard de Beauséjour[6].
- No 38 : l'historien et maire du 16e arrondissement Henri Martin meurt en 1883 dans cette maison, où il habitait depuis 1878. Une plaque commémorative lui rendait autrefois hommage. Une photographie de ce bâtiment prise vers 1885 figure dans le Dictionnaire historique des rues de Paris de Jacques Hillairet, p. 654[1].
- No 43 : Hugues Vital, précédemment cité, meurt en 1881 dans une maison située à ce niveau[1]. Une inscription gravée, située en hauteur, lui rend hommage.

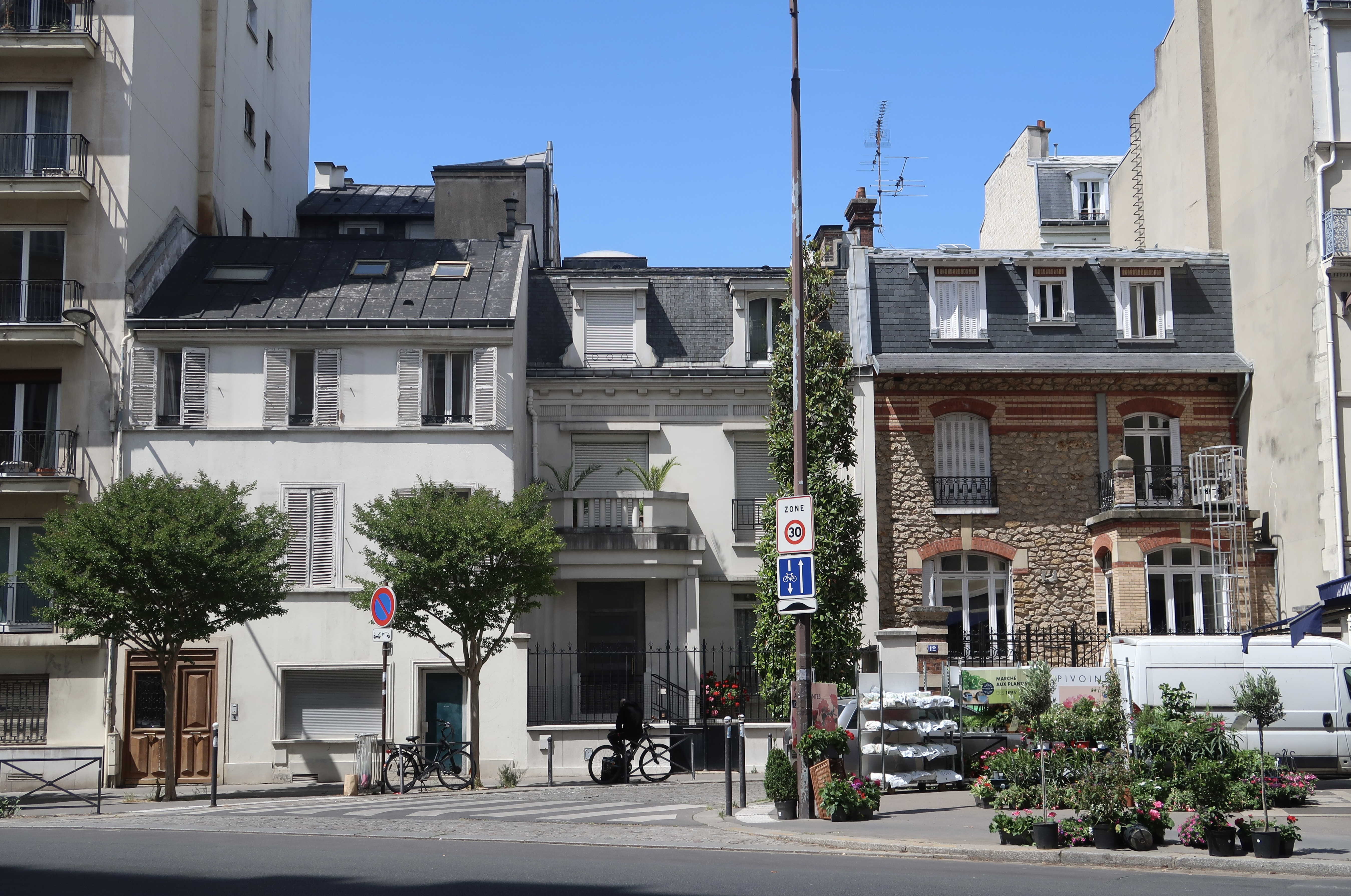
Maisons aux nos 12-16.